# Hélder Rosário
Hélder Miguel do Rosário (Lisbona, 9 marzo 1980) è un ex calciatore portoghese.